# Stamford Raffles

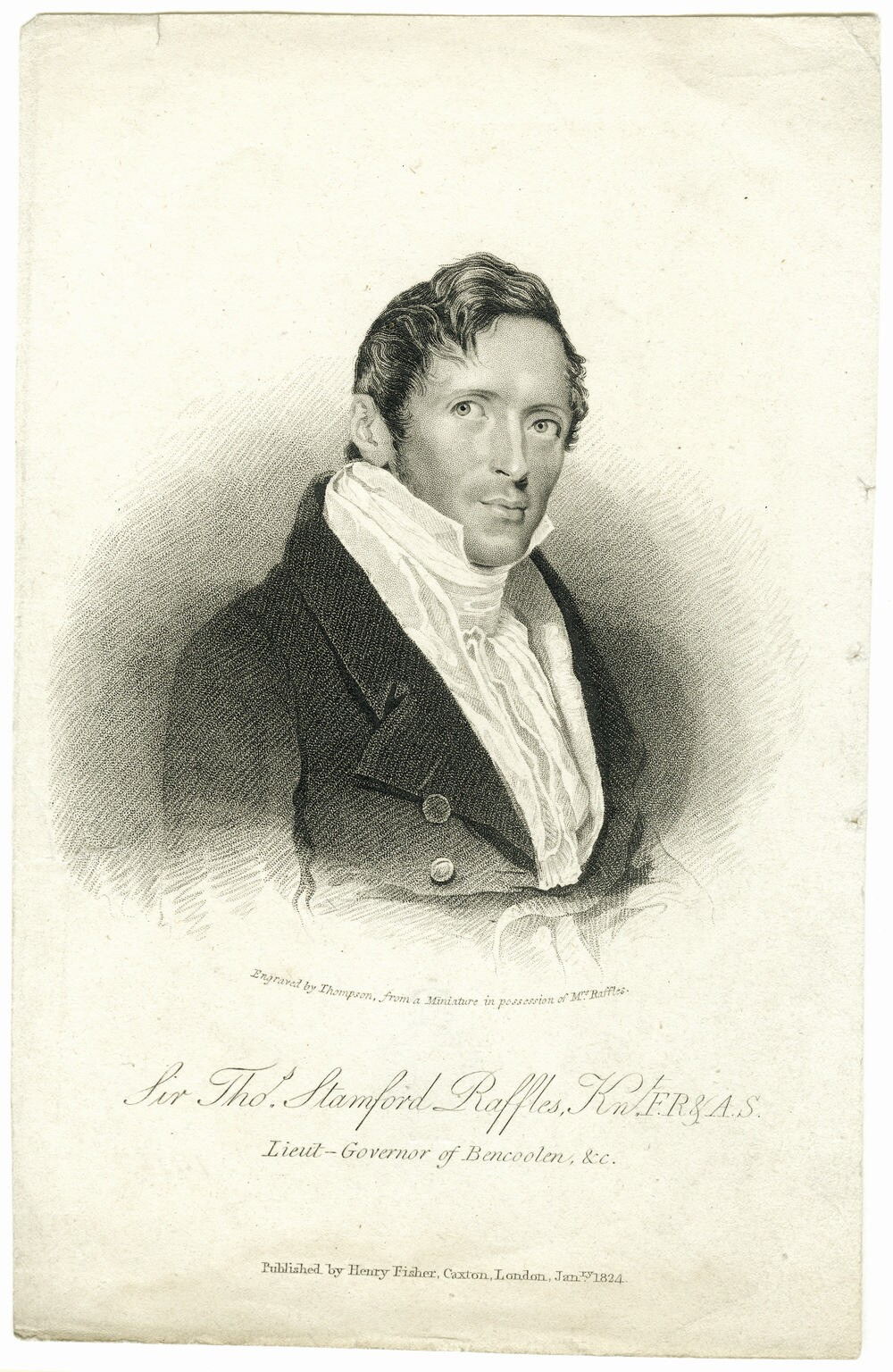
Stamford Raffles

Sir Thomas Stamford Raffles a fost primul guvernator britanic al insulei Singapore. A construit primul oraș de pe insulă, unde înainte sosirii englezilor nu exista decât un sat de pescari. Din ordinul său au fost construite cartierele separate pentru cele patru grupuri etnice diferite, Little India pentru indieni, China Town pentru chinezi, Geylang Serai pentru Malay și centrul locuit de britanici, olandezi sau alți europeni. După 1965, după recucerirea independenței, fără resentimente postcoloniale ca în alte țări din Asia, numele guvernatorului și statuia sa au fost păstrate. Numele său e purtat în continuare de mai multe colegii, școli, și de un superb hotel și loc de shopping, Raffles hotel care a găzduit în timp mari personalități ale lumii.